# Ain Harrouda
Ain Harrouda (in arabo ﻋﻴﻦ ﺣﺮﻭﺩﺓ‎?, ʿayn Ḥarrūda; in berbero: ⵄⵉⵏ ⵃⴰⵔⵓⴷⴰ, Ɛin Ḥaruda) è una città del Marocco, nella prefettura di Mohammedia, nella regione di Casablanca-Settat.
La città è anche conosciuta come Ain el Harrouda, Aïn el Harrouda e Aïn Harrouda.